# Chromis flavicauda
Chromis flavicauda là một loài cá biển thuộc chi Chromis trong họ Cá thia. Loài này được mô tả lần đầu tiên vào năm 1880.

## Từ nguyên
Từ định danh flavicauda được ghép bởi hai âm tiết trong tiếng Latinh: flavus ("có màu vàng") và cauda ("đuôi"), hàm ý đề cập đến màu vàng tươi trên vây đuôi của loài cá này.

## Phạm vi phân bố và môi trường sống
C. flavicauda là một loài đặc hữu của Brasil. Quần thể bị xác định nhầm là C. flavicauda ở Bermuda đã được công nhận là một loài hợp lệ là Chromis bermudae.
C. flavicauda thường sống gần các rạn san hô được bao phủ bởi các mảng rong san hô, được quan sát ở độ sâu khoảng 50–61 m.

## Mô tả
C. flavicauda có chiều dài cơ thể lớn nhất được ghi nhận là 7 cm. Cơ thể có màu xanh cô ban đậm. Màu vàng chỉ giới hạn ở phần vây đuôi của C. flavicauda chứ không lan rộng đến toàn bộ cuống đuôi như C. bermudae; ngoài ra, toàn bộ phần gai vây lưng của C. flavicauda là màu xanh thẫm như thân, trong khi gai vây lưng của C. bermudae có màu vàng tươi, và vây hậu môn của C. flavicauda có ít màu vàng hơn C. bermudae.
Số gai ở vây lưng: 13; Số tia vây ở vây lưng: 11–12; Số gai ở vây hậu môn: 2; Số tia vây ở vây hậu môn: 11; Số gai ở vây bụng: 1; Số tia vây ở vây bụng: 5.

## Sinh thái học
Thức ăn của C. flavicauda là động vật phù du. Cá đực có tập tính bảo vệ và chăm sóc trứng; trứng có độ dính và bám vào nền tổ.